# National Museum of Funeral History
Het National Museum of Funeral History (NMFH) is een museum in de Amerikaanse stad Houston. Het museum heeft een collectie artefacten en relikwieën die te maken hebben met de dood en begrafenissen en werd in 1992 geopend met een oppervlakte van ruim 2320 vierkante meter. Het NMFH noemt zichzelf 's lands grootste op het gebied van begrafenisartefacten.

## Collectie

### Pausententoonstelling
De grootste, vaste tentoonstelling in het museum is Celebrating the Lives and Deaths of the Popes, waarin pausen en de heilige ceremonies rondom en tijdens hun werk, en na hun overlijden centraal staan. Hiervoor wordt nauw samengewerkt met het Vaticaan. In de collectie is ook een historische pausmobiel opgenomen, te weten een Range Rover.

### Andere tentoonstellingen
Een andere vaste tentoonstelling is die van Afro-Amerikanen en hun begrafenisrituelen, evenals de impact die zij hadden op de begrafenisindustrie van de Verenigde Staten. De rituelen kwamen van oorsprong uit New Orleans, waar hele gemeenschappen samenkwamen bij een overlijden.
Ook heeft het museum een collectie artefacten en informatie omtrent rituelen uit het oude Egypte. Verder staan er traditionele Egyptische lijkwagens en ongebruikelijke doodskisten tentoongesteld.
In oktober 2020 werd een presidentiële tentoonstelling toegevoegd, waar onder meer het dodenmasker van voormalig president Abraham Lincoln en de uitvaartrekening (ter waarde van $99,25) van George Washington te aanschouwen zijn.